# Chersotis
Chersotis é um gênero de traça pertencente à família Arctiidae.